# 桂塩鯛 (4代目)
4代目 桂 塩鯛（かつら しおだい、1955年2月9日 - ）は、上方落語の落語家。本名∶山下 眞史。所属事務所は米朝事務所で、上方落語協会理事。2代目桂ざこば一門の筆頭弟子で、桂塩鯛の当代。出囃子は「鯛や鯛」。

## 来歴
京都府京都市生まれ。京都市立朱雀第七小学校、京都市立朱雀中学校（陸上部）、京都市立堀川高等学校卒業。立命館大学経営学部中退。
1977年1月3日に桂朝丸に入門。当初は3代目桂米朝に入門を申し出ているが、住み込み修行中の弟子が多いため断られる。その後、2代目桂枝雀にも申し出たものの、米朝同様弟子がいたため断られている。
そして、KBSラジオでパーソナリティーをしていた「桂朝丸のモーニングサークル」の放送終了後に出待ちをし弟子入り志願したが、朝丸が当時29歳と若かったためいったん弟子入りを断られた。しかし「それでも噺家になりたいなら米朝に相談したる」と言われる。2人で大師匠の米朝のいる楽屋に行き、相談の末に「朝丸の弟子やけど稽古はワシが付ける」という条件で弟子となった。朝丸（ざこば）は後に塩鯛襲名の口上の中で「当時米朝は弟子を持つことで朝丸の成長も期待していた。」と述べている。朝丸は初めての弟子ということもあり要領がわからず、最初は朝丸宅近くにアパートを借り通い弟子となった。大阪府茨木市唯敬寺「雀の会」において、『宿屋町』で初舞台を踏む。桂 都丸（かつら とまる）の名は、京都出身であることと、ざこばの当時の名である朝丸からと名付けられた。当時の出囃子は『猫じゃ猫じゃ』。
1980年には『仮面ライダー（スカイライダー）』（MBS制作・TBS系）第34話から「がんがんじい」こと矢田勘次役でレギュラー出演し、子供たちの人気を得る。また、『朝のホットライン』（TBS系）にはリポーターとしても出演した。
1998年より大阪成蹊大学国文学科で非常勤講師も務める。2007年6月石垣島ではじめて独演会（落語会）を開催した。
2010年8月6日に4代目「桂塩鯛」を襲名した。

## 人物
熱烈な岡村孝子ファン、近鉄ファン（現在はオリックス・バファローズのファン）、そして鉄ちゃん（鉄道ファン）。
元は巨人ファンだったが、巨人は子供が応援する球団であることを悟り、近鉄ファンになる。
既婚で、子供が2人、孫が2人いる。
13kgほど痩せて75.1kg（2014年1月時点）。

## 持ちネタ
※演題のカギ括弧は省略。

### 古典
- 替り目
- らくだの葬礼
- 桜の宮
- 向う付け
- 地獄八景亡者戯

### 新作
いずれも6代桂文枝作。
- 鯛
- 宿題

## 主な受賞歴
- 1983年「ABC漫才落語新人コンクール」最優秀新人賞
- 1999年「文化庁芸術祭賞」最優秀賞
- 2003年「大阪舞台芸術奨励賞」
- 2018年「文化庁芸術祭賞」優秀賞

## 出演番組

### テレビ
- 仮面ライダー （スカイライダー） （「がんがんじい」こと「矢田勘次」役、毎日放送・TBS系）
- 桂都丸のこうち雑学講座（テレビ高知）
- 朝のホットライン （リポーター、TBS系）
- ワイドYOU （毎日放送）
- ちちんぷいぷい （リポーター、毎日放送）
- 京のまち （KBS京都）

### ラジオ
- 桂塩鯛のサークルタウン （KBS京都）
- 近鉄バファローズナイター（ラジオ大阪）

## CD
- 桂都丸の落語を聞く会 （ - 5集、自費制作盤）

## 編書
- 『桂都丸の落語的京都案内』（KBS京都ラジオ「サークルタウン」、2008年12月、京都放送、ISBN 4903822788）
- 『淀川の文化と文学』 （大阪成蹊女子短期大学文学科研究室編、2001年12月、和泉書院、ISBN 4-7576-0133-6）

## 弟子
- 4代目桂米紫
- 2代目桂鯛蔵
- 桂小鯛

廃業
- 桂鯛介